# Янсен, Амунд Грёндаль
Амунд Грёндаль Янсен (норв. Amund Grøndahl Jansen; род. 11 февраля 1994, Нес, Норвегия) — норвежский профессиональный шоссейный велогонщик, выступающий за команду мирового тура «Jumbo-Visma». Чемпион Норвегии 2016 года в групповой гонке среди андеров.

## Достижения
2012
Чемпионат Норвегии (юниоры)
2-й  Индивидуальная гонка
Чемпионат Европы (юниоры)
4-й Индивидуальная гонка
10-й Групповая гонка
2014
Тур Норвегии
 Горная классификация
Чемпионат Норвегии
5-й Индивидуальная гонка
2016
Чемпионат Норвегии
1-й  Групповая гонка U23
1-й  ЗЛМ Тур
1-й этап (КГ)
1-й  Тур Жиронды
 Горная классификация
 Молодежная классификация
2-й этап
Тур де л'Авенир
2-й этап
4-й Тур Фландрии U23
Чемпионат мира
5-й Групповая гонка U23
7-й Гран-при Исбергa
2017
2-й Дрёйвенкурс Оверейсе
4-й Схал Селс
10-й Тур де Еврометрополь